# It's Too Late (canción de Chuck Willis)
«It's Too Late» (o también llamada "It's Too Late (She's Gone)") es una canción escrita por Chuck Willis, y grabada por él, en los estudios de Atlantic Records en 1956. La canción también ha sido grabada por Buddy Holly, Roy Orbison y el grupo Derek and the Dominos, las versiones de los dos primeros artistas son las más conocidas, y quizás la de Holly sea la más popular.

## Versión de Buddy Holly & The Crickets
El artista estadounidense Buddy Holly junto a su grupo The Crickets, grabaron una versión de la canción. La grabación se llevó a cabo en los estudios de Norman Petty, bajo la producción de este mismo, el estudio de Petty se encontraba en la ciudad de Clovis, en Nuevo México. Se grabó en el periodo de febrero de 1956 hasta septiembre de 1958, en ese lapso se grabaron la mayoría de las canciones de Holly junto a The Crickets. "It's Too Late" fue grabada el 20 de julio de 1957, en ese mismo día también se registró "Send Me Some Lovin'", en la sesión se encontraban: Buddy Holly en guitarra eléctrica y voz, Sullivan en guitarra rítmica, Mauldin en contrabajo y Alison en la batería. Más tarde entre el 12 y 14 de octubre, Norman Petty insertó coros con el grupo The Picks, en varias canciones de estas sesiones, entre ellas "It's Too Late".

### Lanzamientos
La versión de Buddy Holly de "It's Too Late", apareció en su primer álbum de estudio The "Chirping" Crickets, es la quinta canción del álbum.
En 1958 en el Reino Unido, Coral Records editó el EP That'll be the Day, con canciones del álbum The "Chirping" Crickets: "That'll Be The Day", "I'm Looking For Someone To Love", "It's Too Late" y "An Empty Cup".